# Рако Мугоша
Рако Мугоша (Љешкопоље, код Подгорице, 16. новембар 1920 — Цуце, код Цетиња, 13. март 1947), учесник Народноослободилачке борбе, капетан ЈА и народни херој Југославије.

## Биографија
Рођен је 16. новембра 1920. године у Љешкопољу, код Подгорице, у сељачкој породици. По завршеној основној школи, бавио се земљорадњом. Као члан Савеза комунистичке омладине Југославије (СКОЈ), учествовао је у бројним акцијама које је Комунистичка партија Југославије (КПЈ) уочи рата организовала и водила у Подгорици и њеној околини.
Капитулација Краљевине Југославије априла 1941. године затекла га је код куће. Одмах се укључио у припреме које је КПЈ вршила за устанак. По избијању Тринаестојулског устанка 1941. године у Црној Гори, Рако је ступио у Горичку устаничку чету, са којом је неколико дана боравио у Љешанској нахији, а затим је са четом, у саставу Љешкопољског устаничког батаљона, учествовао у борби на Вељем брду. У другој половини новембра 1941. године, као борац Зетског батаљона (Љешкопољско-љешанска чета) Црногорског НОП одреда за операције у Санџаку, пошао је у Санџак и 1. децембра исте године учествовао у бици код Пљеваља. У тој борби истакао се као бомбаш. Са још два друга бомбаша омогућио је чети приступ окупаторском војном логору у Доловима на периферији Пљеваља, који чета ипак није могла да освоји и поред великих жртава (девет погинулих и 17 рањених).
После Пљеваљске битке, остао је у Санџаку и као борац Зетско-подгоричке чете ушао је у састав Првог црногорског комбинованог батаљона Црногорско-санџачког НОП одреда, у коме је остао све до расформирања тог одреда, почетком марта 1942. године. Као борац и кандидат за члана КПЈ истакао се у свим борбама које је његова јединица водила у Санџаку, а посебно у борби против четника Павла Ђуришића на планини Лиси, почетком фебруара 1942. године.
Почетком марта 1942. године, вратио се на терен Подгоричког среза у јеку жестоких борби које су партизанске јединице водиле против окупатора и његових сарадника. Љешкопољски НОП батаљон се у то време расформирао и Рако је ушао у састав новоформираног комбинованог Љешкопољско-љешанско-подгоричког батаљона. Крајем истог месеца, на бази погрешне одлуке руководства, тај батаљон био је расформиран, а његово људство враћено у позадину, на терен који су окупатор и четници већ били заузели. У датим условима, највећи број бораца расформираног батаљона неминовно је пао у руке непријатеља, који је више десетина бораца стрељао. Рако Мугоша је био међу онима који су остали живи и који су после два-три месеца пуштени из затора.
Одмах по доласку из затвора, Мугоша се укључио у политички живот и био један од најактивнијих на терену у одржавању веза са партизанима—илегалцима, нарочито са Душаном Вуковићем и Миланом Раичковићем. Између осталих задатака, одржавао је везу са илегалним радницима за Народноослободилачки покрет (НОП) у Подгорици и отуда износио пропагандни и други материјал, изводио поједине активисте НОП-а и слично. Тада је, новембра 1942. године, био примљен у чланство КПЈ.
Године 1943. КПЈ га је послала у Пету пролетерску црногорску ударну бригаду, на дужност заменика политичког комесара чете у Четвртом батаљону. Током рата је био пет пута рањаван.

### Послератни период
Кад је формирано Одељење за заштиту народа (ОЗН) за Црну Гору, пошао је у органе безбедности, где је учествовао у борби против остатака колабораторских снага током првих година постојања Нове Југославије. Био је један од кадрова који су учествовали у хватању Драже Михаиловића. Заједно са Вељком Милатовићем и Михаилом Брајовићем, био је одабран за припрему коначне заседе Крсти Поповићу, сараднику италијанских окупационих власти током рата. Дана 13. марта 1947. године, Рако Мугоша погинуо је у Цуцама (Цетињски срез), у пуцњави која је уследила током заседе.
Носилац Партизанске споменице 1941, Указом Президијума Народне скупштине ФНР Југославије, 16. априла 1947. године, проглашен је за народног хероја Југославије.